# Christopherus Riccius
Christopherus Riccius, auch Christoph Riccius und Christophorus Riccius, (* 1590 in Stettin; † 28. April 1643) war ein deutscher Jurist. Er wirkte von 1638 bis zu seinem Tode als Stadtsyndikus von Danzig. 

## Leben
Riccius wurde in Stettin geboren, wo sein Vater Joachim Riccius damals Professor am Stettiner Pädagogium war. Später wechselte sein Vater auf eine Stelle als Geistlicher in Gartz; hier besuchte Riccius vermutlich die Schule. Anschließend studierte Riccius Rechtswissenschaften an der Universität Rostock, der Universität Wittenberg, der Universität Jena, der Universität Straßburg und der Universität Löwen. 
1619 wurde Riccius ordentlicher Professor der Geschichte und Jurisprudenz am Akademischen Gymnasium Danzig. 1638 wurde er Stadtsyndikus von Danzig. 
Riccius veröffentlichte ab 1620 etwa 13 Schriften juristischen Inhalts.
Sein jüngerer Bruder Adam Riccius (* 1605; † 1662) wurde Professor an der Universität Königsberg. 